# Thorney (Cambridgeshire)
Pour les articles homonymes, voir Thorney.
Thorney est un village situé à 13 km à l'est de Peterborough dans l'autorité unitaire du même nom au Royaume-Uni.